# 比奥纳
比奥纳（法語：Bionaz，法語發音：[bjɔna]）是意大利瓦莱达奥斯塔大区的一个市镇。总面积140平方公里，人口237人，人口密度1.7人/平方公里（2009年）。ISTAT代码为007010。